# Битлисский туннель
Битлисский туннель (тур. Bitlis Tüneli) или Битлисский проход (Bitlis geçidi, греч. κλεισούρα Βαλαλείσων), или туннель Семирамиды (тур. Semiramis Tüneli), Деликлиташ-Кайя туннель (Deliklitaş Kaya Tüneli') — проход в горах в десяти километрах от Битлиса (Турция) на пути в Сиирт, прорытый в известняковых отложениях. Время создания неизвестно. По легендам, он был сооружен царицей Семирамидой, по мнению османских авторов — либо дочерью, либо женой первого мусульманского правителя Битлиса. По мнению историков, туннель прорыли по приказу Урартских царей. Он имел длину 11—12 метров, высоту 5—6 метров и ширину 4—5 метров. Использовался до 1971 года.
Проезд на месте туннеля используется и сегодня для дороги D965 Битлис-Сиирт. Для проезда в обратном направлении был сооружен туннель на другой стороне ручья Битлис.

## Древние пути
В древности Битлис и его окрестности принадлежали Урарту. Город имел большое значение, поскольку через Битлис проходили торговые пути. Урартские цари построили первую сухопутную дорогу в Восточной Анатолии — из Эрджиша в Северную Сирию — которая идёт через Хлат, Татван и Битлис. Дорожная сеть, построенная в Урарту привела к процветанию региона в IX—VII веках до нашей эры. Дороги, которые были спланированы и построены ими в Восточной Анатолии, являются самыми старыми во всей Малой Азии. Урартское царство сохраняло свое господство в течение 250 лет во многом благодаря развитой дорожной сети. Урартцы обычно строили дороги шириной от четырёх до шести метров вдоль долин рек. Там, где склоны были крутыми, они укрепляли дороги стенами. В случае необходимости они прорывали в скалах туннели, которые хотя и были узкими и низкими, но обеспечивали проход. Один из таких туннелей в регионе — это туннель Сакалтутан-Кайя на перевале Тушпа-Келишин, а другой — туннель Деликлиташ-Кайя. Другого пути от плато озера Ван до северной Сирии, кроме как через долину реки Битлис, нет. Эти пути оказали большое влияние на социально-экономическое, политическое и культурное развитие государства. Олово, перевозимое по торговому маршруту через Битлис, имело решающее значение для производства бронзы. По этому пути везли и другие товары, жизненно важных для экономики. Этот знаменитый торговый путь, который шел по долине реки Битлис и пересекал северную Сирию, был чрезвычайно важен не только в древности, но и в средние века и в период Османской империи.

## Упоминания в трудах путешественников и географов

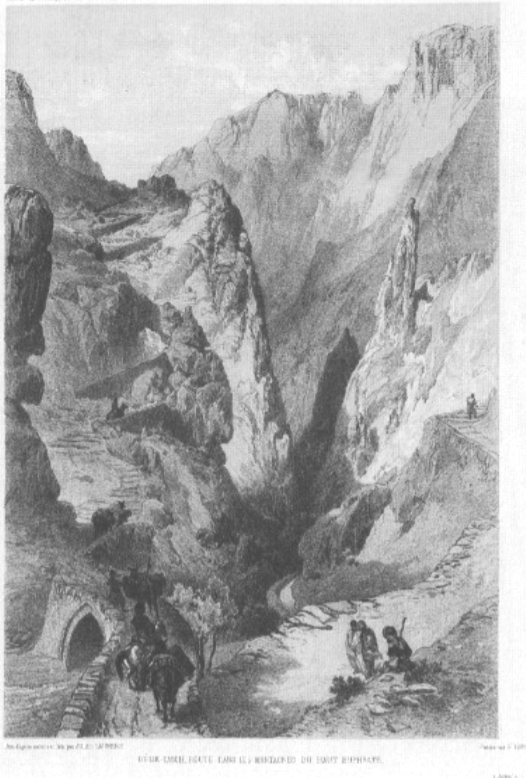
«пересекли узкий ревущий поток Битлис Су по мосту с высокими арками. За ним крутая тропа вела вверх …». По рисунку Ж. Лоуренса, сопровождавшего Ксавье Оммера де Гелль.

Упоминание о Битлисском проходе (греч. κλεισούρα Βαλαλείσων) встречается в труде географа VI века Георгия Кипрского «Описание римского мира» (Deiscriptio orbis Roman). Затем упоминание о туннеле Деликлиташ-Кайя появляется в конце XVI века в труде наследного правителя Битлиса Шараф-хана, который отметил, что Битлис находится в важном месте на перекрестке торговых путей Кавказа, Центральной Азии и Месопотамии, и купцы, которые приезжали со всего мира, должны проходить через Деликлиташ:

«Место, [где расположен] Бидлис, представляет собой ущелье между Азербайджаном и Диарбакыром, [Дийяр]-Рабиа [район Мосула и Нусайбина] и Арменией, так что если паломники из Туркестана и Индии направятся на поклонение двум славным святыням [Мекка и Медина, если путешественники из Джидды и Зангибара, купцы Северного Китая и Хотана, Руси, славянских стран и Болгарии, торговцы арабские и персидские и странники с большей части света отправятся в путь, они непременно пройдут через Бидлисский туннель».
Шараф-Хан первым рассказал о строительстве туннеля и о том, что его приказала прорыть женщина. В середине XVII века Эвлия Челеби писал, что попасть в Битлис можно только «через туннель, высеченный в большом куске твердой породы с юго-западного направления», поскольку «туннель — единственные транспортные ворота города». Эвлия Челеби подтверждал, что большая часть населения была купцами, возившими свои товары в Грузию и Персию, и отмечал, что важнейшим товаром было олово.
Европейские путешественники также упоминали туннель. Французский путешественник и торговец Жан Батист Тавернье, посетил Битлис в 1655 году и указал, что дорога была высечена в скале. Ксавье Оммер де Гелль, проехавший через Битлис в конце 1847 года, упоминал «проём, сделанный в небольшом известняковом хребте, который отделяется от массива и спускается в Битлис (реку)». О. Лайард (посетивший Битлис в 1849 году) писал, что «туннель проходит через известняковую скалу, выступающую, как огромное ребро, со стороны горы». Г. Линч в 1901 году так же отмечал, что туннель «пробивает каменную стену, блокирующую узкую долину и полностью перекрывающую путь». Он был первым, кто сфотографировал туннель. Через несколько лет после Линча через туннель проехал и описал его востоковед К. Лехман-Хаупт.

## Местоположение и размер
На маршруте было одно место, где ручьи из минеральных источников, стекающие к реке Битлис, привели к образовании гигантского известнякового барьера. Шараф-хан так описал это место: «Вода, появляясь из земли, с течением времени застывала, и постепенно образовалась такая стена, что путники с трудом там проходили». Г. Линч уточнял местоположение источника:

«Барьер был образован отложениями извести и других веществ, оставленных источником Битлиса. В 150 футах над дорогой и более чем в 300 футах над правым берегом реки бьёт минеральный источник с железистой и сильно кальцинированной водой».
Это место называли Деликлиташ. Оно находилось в 10 км к югу от города Битлис. Путешественники указывали, что оно расположено «по течению реки на расстоянии около четырёх миль ниже замка по направлению к Сиирту», «примерно в пяти милях от Битлиса» или «[на расстоянии] одного фарсаха к югу от Битлиса».
Путешественники по-разному описывали размеры туннеля, которые с течением времени менялись, поскольку, по словам О. Лайарда, потом минеральной воды продолжал течь и образовывать наросты, угрожающие перекрыть проход. Вырезанный в скале в урартский период туннель снова сузился. Когда это стало мешать передвижениям повозок, он был расширен. В середине XIX века К. Оммер де Гелль и О. Лайард оценили длину туннеля как «самое большее всего шесть метров» и «около двадцати футов». В конце века Г. Линч писал, что туннель был длиной 22 фута и высотой около 18 футов. К 1971 году туннель имел такие размеры: ширина 5—5,5 метров, высота 4—4,5 метров, длина 11—12 метров.

## Время сооружения
По словам турецкого историка О. Белли, туннель в скале Деликлиташ был прорыт во время существования Урарту, но неизвестно, во время какого царя, хотя и считается, что, скорее всего, туннель был прорыт во время царствования Менуа. Древние мастера использовали лишь железные кирки и ручные долота.

### Семирамида

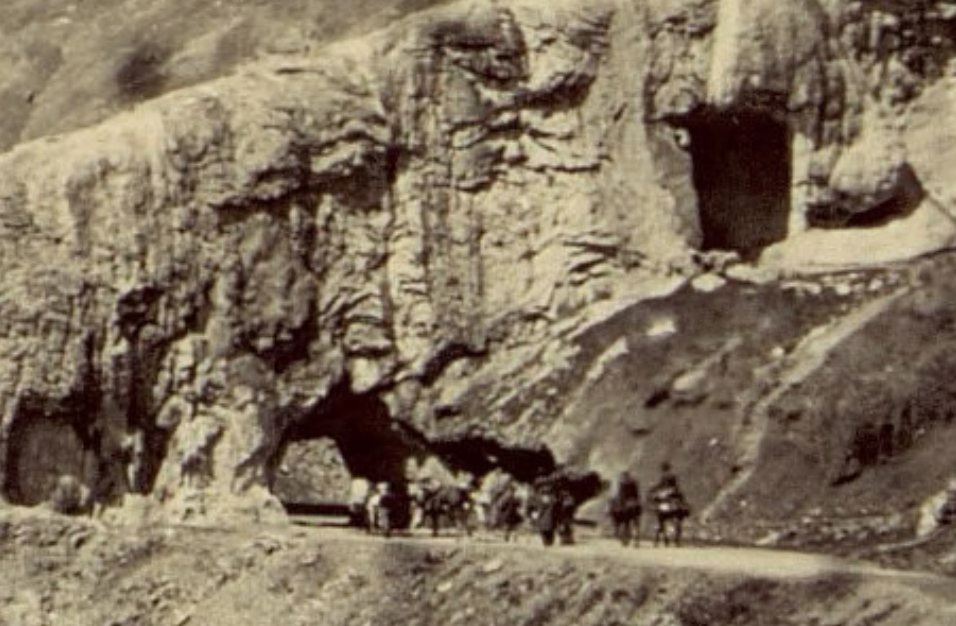
Два туннеля на фотографии 1890-х годов. Направление от Битлиса

Согласно устойчивым легендам, туннель был построен по приказу ассирийской царицы Семирамиды. Все путешественники отмечали, что местные жители называют туннель именем Семирамиды. В 1894 году Г. Линч слышал, что туннель приписывается «ассирийской царице» и назвал его «туннелем Семирамиды». Путешественник и писатель У. Варфилд, который проезжал через Битлис в 1913 году, отмечал, что верхний туннель местные жители называют «воротами Семирамиды», которые, якобы, «были прорезаны царицей, когда она проложила через них дорогу по пути в Ван, где у неё был летний дворец». Востоковед К. Леман-Хаупт считал, что это «является интересным примером того, насколько живыми и активными древние, изначально даже не преимущественно народные легенды, продолжали иметь влияние в Армении до самых недавних времен».  
Мовсес Хоренаци (V век), следуя легендам, «относил к Семирамиде все доармянское в стране». Например, он, следуя легендам, приписал ей «Хорхорскую летопись» (возле Вана) царя Урарту Аргишти I (786—760 годы до н. э.) и другие надписи, выполненные на урартском языке клинописью. Поэт С. Городецкий, посетивший регион во время Первой мировой войны, упомянул оросительный канал (построенный в конце IX века до нашей эры современником Семирамиды, царем Урарту Менуа): «Образ Семирамиды веет над Ваном. Море влюбляется в неё и ближе подходит к её скале. Царь аскет Ара, устоявший перед её красотой, трагически погибает от меча её любовников. Канал, построенный царем Менуа, носит имя Семирамиды».

Убеждение, что именно Семирамида велела построить туннель, сохраняется в регионе до сих пор: «Дорожные работы были организованы самой ассирийской царицей Семирамидой, были открыты некоторые проходы, а также построено множество мостов. В частности, в 5,5 км от города Битлис травертиновая масса, которая расположена на юго-западе, в месте, известном сегодня как Деликлиташ и препятствующем проходу, была открыта в виде туннеля в то время, что сделало эту дорогу более удобной с точки зрения транспорта. Указанный туннель также упоминается в ассирийских записях и называется туннелем Семирамиды».

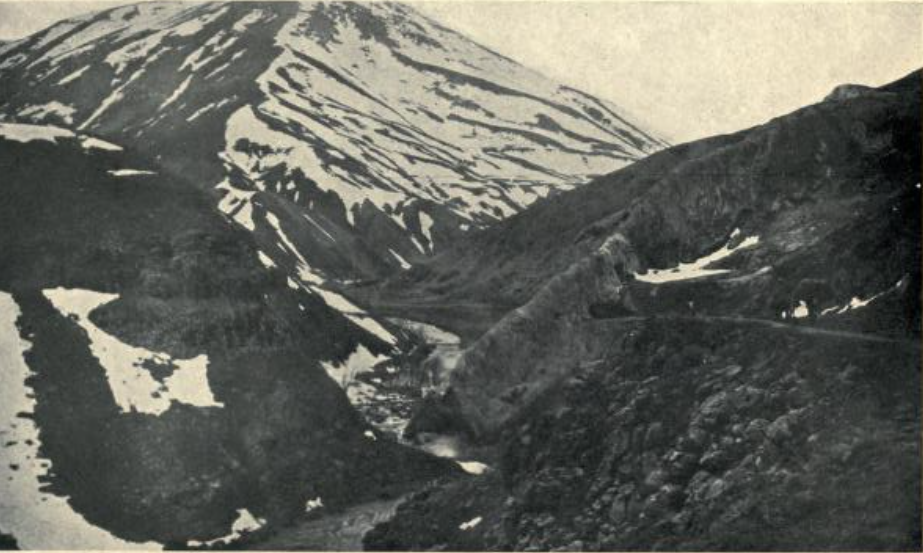
Два туннеля на фотографии У. Варфилда. Направление от Битлиса

### Хюма-хатун
Османские авторы полагали, что туннель сооружен некоей Хюмой-хатун. Шараф-хан писал: «образовалась такая стена, что путники с трудом там проходили. Добродетельная хатун, жившая в те времена, построила в самом Бидлисе мечеть и большой одноарочный мост, которые известны как мост и мечеть Хатун. Ту застывшую [массу] прорыли, и теперь там без затруднений совершают свой путь караваны и люди». Тем самым Шараф-хан связал с сооружением туннеля Хюму-хатун, построившую сохранившиеся мечеть и мост Хатуние. Аналогичное мнение высказал и Эвлия Челеби, посетивший Битлис через полвека после смерти Шараф-хана: «Ходят слухи, что Хума Хатун Султан, дочь султана Евхадуллаха, первого мусульманского правителя Битлиса (предположительно это Аль-Аухад Айюб), добралась до города, вырезав кусок твердого, как железо, камня». Считается, что эта знатная курдская женщина Хума Хатун жила между 1000 и 1100 годами.
Многие путешественники отмечали, что видели два туннеля. Предположительно, один проход был открыт Хюмой-хатун, а другой приписывали ассирийской царице Семирамиде. Например, Варфилд отмечал, что «над современным туннелем находится один, датируемый ассирийскими временами», и сделал их фотографию.

## Разрушение

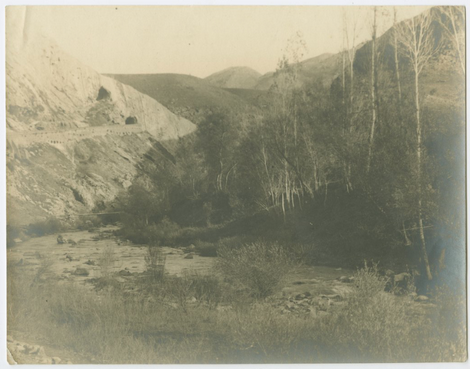
Два туннеля на фотографии 1910 года. Направление к Битлису

Туннель продолжал использоваться до середины XX века, но оказался не приспособлен для проезда автомоболей и был взорван региональным управлением дорожного движения в начале 1960-х годов. При этом частично обрушились верх и края, особенно с восточной стороны. В 1970 году в Татване была создана небольшая верфь. В период с 1971 по 1976 год здесь были собраны четыре парома и один буксир для паромных перевозок на озере Ван. Части парома, произведенные на различных верфях страны, транспортировались в Татван из порта Искендерун по старому торговому пути через Битлис. Детали парома были слишком велики и не проходили через туннель, поэтому в 1971 году он был окончательно разрушен динамитом.

## Значение
Туннель был единственным проходом к Битлису с юго-востока и играл важную роль в социально-экономической и политической жизни Битлиса. Возможно, именно через этот туннель арабы проникли к озеру Ван в 640 году, поскольку Аль-Балазури в «Книге завоеваний стран» упоминал, что завоеватели прошли к Битлису и Хлату из Эрзена через Дарб — проход. Эвлия Челеби сообщал, что правитель Битлиса, внук Шараф-хана, Абдал Хан, восставший в 1647 году против Османского государства, попытался остановить османских солдат, пришедших из Диярбакыра, чтобы осадить Битлис, закрыв туннель большими камнями. Когда 3 марта 1916 года русская армия оккупировала Битлис, она достигла туннеля Деликлиташ-Кайя и контролировала его до 8 августа 1916 года. Первые автомобили прибыли в город Битлис в 1929 году через туннель Деликлиташ-Кайя, сохранилась фотография встречи их у туннеля. Эта фотография считалась второй сохранившейся после сделанной Г. Линчем.
Туннель был не просто проходом — это один из старейших туннелей в мире, который впечатлял и поражал проходивших через него. Он вошёл в легенды. Обеспечивая проход торговых караванов, туннель Деликлиташ-Кайя сыграл такую большую роль в жизни Битлиса, что Эвлия Челеби в середине XVII-го века назвал долину, которую мы сегодня называем долиной реки Битлис, «долина Деликли-Кайя». Проезд на месте туннеля Деликлиташ-Кайя используется и сегодня, представляя по турецкой классификации местную дорогу D965 и Европейский маршрут E99.
Поэт Хусаметтин Билген написал о туннеле стихотворения «Что мы сделали с камнем?» (1978) и «Разрушенный» (1992).